# Plectris orocuensis
Plectris orocuensis är en skalbaggsart som beskrevs av Frey 1967. Plectris orocuensis ingår i släktet Plectris och familjen Melolonthidae. Inga underarter finns listade i Catalogue of Life.